# Вайнберг, Иосиф Ирмович
Ио́сиф И́рмович Ва́йнберг (1920—1998) — советский и российский литературовед. Занимался исследованием жизни и творчества М. Горького. Кандидат филологических наук (1959). Член Союза писателей (1975).
Детство провёл в Мозыре, в 14 лет с семьёй переехал в Москву. В 1939 году призван в армию. С июня 1941 года — младший командир артдивизиона 25-й Чапаевской стрелковой дивизии, с 1943 года — командир отделения взвода управления связи 33-го отдельного противотанкового истребительного артдивизиона 28-й гвардейской стрелковой дивизии. Тяжело ранен в Курской битве. Уволен в запас в ноябре 1945 в звании старшего сержанта.
В 1950 году окончил филологический факультет МГУ. Работал заведующим кафедрой русского языка, заместителем директора Пржевальского педагогического института, старшим редактором, заведующим редакцией критики и литературоведения издательства «Советский писатель» (1956—1964), старшим научным сотрудником ИМЛИ (с 1964).

## Книги
- «„Жизнь Клима Самгина“ М. Горького. Историко-литературный комментарий» (1971)
- «За горьковской строкой. Реальный факт и правда искусства в романе „Жизнь Клима Самгина“» (1976)
- «Страницы большой жизни. М. Горький в документах, письмах, воспоминаниях современников» (1980)
- М. Горький. Несвоевременные мысли. — М., 1990 (составление, вступительная статья, примечания)